# Даценко Володимир Валерійович
Володимир Валерійович Даценко (1 жовтня 1999, с. Бруслинів, Літинський район, Вінницька область — 14 березня 2022, Міжнародний центр миротворчості та безпеки, Яворівський полігон) — український військовослужбовець, старший лейтенант Збройних сил України, учасник російсько-української війни. Загинув виконуюючи військовий обов'язок пов'язаний із захистом Батьківщини під час ракетного удару по Яворівському полігону.

## Біографія
Володимир Даценко 01.10.1999 р. народився в
с.Бруслинів Літинського району Вінницької області. Ще зовсім маленький разом із мамою переїхав до Вінниці.
У 2016 році закінчив загальноосвітню школу І-ІІ ст. Nº13 (теперішній ліцей). У школі Володимира памʼятають, як доброго, чуйного, веселого та готового завжди прийти на допомогу учня.
Шкільні канікули та майже усі вихідні Вова проводив у селі в дідуся та бабусі. Дідусь, на честь якого назвали Володимира, брав велику участь у житті онука. З юних років у Володі був хист до ремонту автомобілів, та велике бажання навчитися водити його. З допомогою дідуся Вова вправно це робив. З часом придбав власне авто. Володя полюбляв швидку їзду, рідні дуже хвилювалися про це.  Також Володимир любив полювання, на яке ходив з рідним дядьком. 
Взагалі у рідному селі, Володимир любив проводити більшу частину свого вільного часу, у нього було багато друзів. Найголовніше те, що для Володі друзі були як однолітки так і старші люди, він спілкувався як з молодими так і з старенькими....він знаходив підхід  до кожного.  Він ніколи не шукав вигоди від інших,  був щирим та  чесним.
Володимир мав організаторські здібності, твердо йшов до своїх цілей, що в майбутньому привело до рішення бути військовим офіцером.
Дуже любив свою молодшу сестричку, яку обороняв, та будував з нею плани на майбутнє.
3 дитинства Володимир мріяв стати військовослужбовцем, оскільки у родині мав військових, з який хотів брати приклад. Тому після закінчення школи вступив до Львівської національної академії сухопутних військ ім. Гетьмана Петра Сагайдачного, незважаючи на те, що в Україні йшла війна...
Курсантські роки були не легкі, але й цікаві.
За роки навчання у академіі в Володимира залишилося багато друзів, військових капеланів, командирів, які в подальшому житті стали друзями.
Ось що кажуть про Володимира:
«Надзвичайно добрий, справжній, щирий, чесний, відповідальний. Володимир є, був і буде справжнім другом,
товаришем та братом..»
Після закінчення академії по розподіленню Володимир проходив службу на посаді командира кулеметного взводу 1 механізованого батальйону 72 окремої механізованої бригади імені Чорних Запорожців у званні лейтенанта.
Данна частина брала участь у Операції Обʼєднаних Сил, а саме звільняли територію України від російських окупаційних військ та захищали цілісність країни.
По поверненню з ООС з гордістю і водночас крізь сльози Володимир говорив рідним: "У МЕНЕ НЕМАЄ ВТРАТ, УСІ МОЇ ХЛОПЦІ ПОВЕРНУЛИСЯ ЖИВИМИ!!!"
Ось, що було для нього, молодого офіцера, ще зовсім юного,головне - вберегти життя людей.
"Таких командирів, як Володимир, на жаль дуже мало,Ви виховали справжнього офіцера" - це слова колег.
у січні 2022 року Володимир перевівся до Міжнародного центру миротворчості та безпеки с. Старичі Львівської області (Яворівський полігон).
Володимир втілював свою мрію... бути військовослужбовцем. Захищати Батьківщину...
24.02.2022... лише короткі телефоні розмови...
У мене все добре, як ви??
11.03.2022 р. Володимир отримав звання "старшого
лейтенанта"
13.03.2022 р. о 03:47 повідомлення мамі на телефон
"масштабна повітряна тривога, підіймай усіх".
Це було останнє повідомлення. Далі телефон Володі не відповідав.
Близько 5:00 ранку масштабний ракетний обстріл Яворівського полігону.
Ніхто із рідних не міг подумати, що з Володею щось трапилось, адже він гарно підготовлений, пройшовши ООС, завжди йшов іншим на допомогу...
Близько 9:00 мамі зателефонували, що Володимир живий, але з опіками у лікарні.
Мама з батьком одразу поїхали до Львову.
Лікарі, у яких очі були сповнені сліз, тихо промовляли:
"Надія лише на Господа Бога..." Володя отримав 88% опіків.
Маму пропустили до сина... Він був без свідомості...
За Володимира молилися всі ... Всі хто його знав.. 
14 березня, біля першої години ночі серце молодого
хлопця перестало битись....
Що було далі...крик, плач, сльози усіх хто знав
Володимира. Прощалися з молодими офіцером у Гарнізонному храмі Петра і Павла у Львові, друзі, колеги, військові капелани, мер міста та прості перехожі львівʼяни...
Зустрічали траурний кортеж Володимира у с. Бруслинів, стоячи на колінах, зі сльозами на очах..
Провели молодого героя в останню путь рідні, друзі, однокласники та вчителі, односельчани.
Володимир Даценко захисник України, похоронений в с. Бруслинів Літинського району Вінницької області.
....Вадим, родом з Вінницької області, який служив з Володимиром повідомив батькам та подякував їм за сина...адже він залишився живий дякуючи Володі.
Володимир Даценко закрив собою Вадима, і тим
врятував йому життя...
У Володимира народилася донечка Віра...яку він так і не
побачив...

## Вшанування
Відповідно до п.2 рішення 23 сесії 8 скликання Літинської селищної ради від 25 листопада 2022 року №4836 "Про перейменування вулиць, провулків, площ,скверів, парку на території Літинської селищної територіальної громади", затвердили нові (перейменовані) назви вулиць та провулків:С.Бруслинів, вулиця Володимира Даценка